# 岩本武明
岩本 武明（いわもと たけあき）は、日本の化学者。
東北大学大学院理学研究科 化学専攻 教授。
専門は無機分子化学、有機分子化学、構造有機化学。

## 学歴
- 1989年3月 神奈川県立柏陽高等学校 卒業[1]
- 1993年3月 東北大学理学部 化学科 卒業[1]
- 1995年3月 東北大学大学院理学研究科 化学専攻 博士前期課程 修了[1]
- 1998年3月 東北大学大学院理学研究科 化学専攻 博士後期課程 修了[1]

## 経歴
- 1998年4月 東北大学大学院理学研究科 助手[1]
- 2004年7月 東北大学大学院理学研究科 助教授[1]
- 2006年8月 - 2007年2月 カリフォルニア大学バークレー校 化学科 客員研究者[1]
- 2007年4月 東北大学大学院理学研究科 准教授[1]
- 2009年4月 東北大学大学院理学研究科 化学専攻 教授[1]

## 主な委員歴
- 2008年4月 - 2013年3月 ケイ素化学協会 理事[1]
- 2013年4月 - ケイ素化学協会 常任理事[1]
- 2017年9月 - 基礎有機化学会 理事[1]

## 受賞歴
- 1999年 第16回井上研究奨励賞（井上科学振興財団）[1][4]
- 2002年 第7回ケイ素化学奨励賞（ケイ素化学協会）[5][1]
- 2003年度 第53回日本化学会進歩賞[6][1]
- 2009年（平成21年度）科学技術分野の文部科学大臣表彰 若手科学者賞[1][7]
- 2010年（平成22年度） 第6回 野副記念奨励賞（基礎有機化学会）[1][8]
- 2021年度 第39回 日本化学会学術賞[1][9]
- 2022年 長瀬研究振興賞（長瀬科学技術振興財団）[1][10]
- 2022年 フンボルト賞（アレクサンダー・フォン・フンボルト財団）[2][1][3]